# María del Carmen Nava Polina
María del Carmen Nava Polina (Ciudad de México, Ciudad de México; 28 de junio de 1971)  es una politóloga e investigadora mexicana especializada en temas de transparencia, rendición de cuentas, parlamento abierto y derechos humanos. Es fundadora de la organización de la sociedad civil Visión Legislativa y ha colaborado con instituciones académicas, legislativas y de la sociedad civil en México y América Latina. Desde 2018 se desempeña como Comisionada Ciudadana del Instituto de Transparencia, Acceso a la información Pública, Protección de Datos Personales y Rendición de Cuentas de la Ciudad de México (InfoCDMX) designada por el Congreso local para el periodo 2018-2025.

## Formación Académica
Es licenciada en Ciencia Política por el Instituto Tecnológico Autónomo de México (ITAM). Obtuvo los grados de maestría y doctorado en Negociación y Mediación por el Instituto de Mediación de México. Realizó una especialidad en aplicación teórica y estadística en ciencia política en la [[Washington University in St. Louis. Además, ha cursado estudios en el Instituto de Investigaciones Jurídicas de la Universidad Nacional Autónoma de México (UNAM), el Instituto Nacional de Administración Pública de España, la Universidad de California en San Diego, el Mental Research Institute en Palo Alto, el Instituto Nacional de Ciencias Penales, FLACSO México y Argentina, y la Escuela Española de Mediación y Resolución de Conflictos]].

## Experiencia profesional
Ha ocupado diversos cargos en el sector público, entre los que destacan:
Asesora en la Comisión de Gobernación y Puntos Constitucionales de la Cámara de Diputados (1997–2000).
- Directora General Adjunta de Análisis Legislativo en la Secretaría de Gobernación (2001–2003).
- Secretaria Técnica del Secretario de Gobernación (2003–2005).
- Asesora del Procurador General de la República (2005–2006).
- Asesora del Presidente del Senado y Secretaria Técnica del Grupo Parlamentario del PAN (2006–2009).
- Jefa de la Unidad de Programación y Evaluación en el Senado (2008–2009).
- Asesora en el Senado durante las legislaturas LX y LXI (2006–2012).
- Coordinadora de Transparencia y Parlamento Abierto en la Asamblea Constituyente de la "Ciudad de México" (2016–2017).
- Comisionada Ciudadana del InfoCDMX (2018–2025).

### Asamblea Constituyente de la Ciudad de México
Durante su participación en la Asamblea Constituyente, coordinó acciones de transparencia y promovió un modelo de Parlamento Abierto. Impulsó la implementación de principios como transparencia, participación ciudadana, integridad, lenguaje claro y archivo público. Bajo su coordinación, se estableció un sistema de documentación de los trabajos legislativos, lo que resultó en un legado documental que fue transferido al Congreso local en 2018, compuesto por aproximadamente 53,000 documentos físicos y 13,500 archivos electrónicos.

### Instituto de Transparencia de la Ciudad de México (InfoCDMX)
En su función como Comisionada Ciudadana del InfoCDMX, ha liderado la Dirección de Estado Abierto, Estudios y Evaluación. En este marco, fundó la iniciativa multiactor “Red Ciudad en Apertura” y promovió el modelo “Apertura por Diseño”, orientado a institucionalizar principios de apertura desde dentro de las estructuras públicas. Ha trabajado en el fortalecimiento del cumplimiento de las obligaciones de transparencia por parte de los entes públicos de la capital mexicana.

### Estado Abierto y apertura institucional en México
Ha desarrollado y promovido el modelo de “Estado Abierto”, que amplía el marco de gobierno abierto para incluir a los tres poderes del Estado, órganos autónomos y autoridades locales. Su enfoque incorpora la transparencia, la participación ciudadana, la rendición de cuentas, los derechos humanos y el uso estratégico de datos abiertos como principios rectores.

### Participación en el Sistema Nacional de Transparencia, Acceso a la Información Pública y Protección de Datos Personales (SNT)
Participó en el Sistema Nacional de Transparencia (SNT), fue coordinadora de la Comisión de Gobierno Abierto y Transparencia Proactiva en el periodo 2020-2021. Promovió la inclusión, el lenguaje accesible y la equidad en las políticas de transparencia. En 2022, impulsó el cambio de nombre de dicha comisión a “Comisión de Estado Abierto y de Transparencia Proactiva”, mediante una propuesta formal ante el Consejo Nacional del SNT.

## Investigación independiente
Desde 1997, ha realizado investigación independiente sobre temas legislativos, electorales, de gobierno abierto y derechos humanos. Es fundadora de Visión Legislativa, una organización que busca fortalecer la democracia mediante la investigación aplicada.

## Reconocimientos
- Integrante del Consejo Consultivo 2021–2022 de Mujeres Líderes de las Américas.
- Condecoración Internacional Mujeres Líderes de las Américas 2021, por su contribución al fortalecimiento democrático y la inclusión con enfoque de derechos humanos y género.
- Reconocida como Icono de Integridad Mujeres en 2021 y 2022, por su promoción de la ética pública y la transparencia.
- Medalla al Mérito Profesional (2025), otorgada por la Escuela Española de Mediación y el Diario de Mediación, por su trayectoria en apertura institucional y prácticas restaurativas.

## Publicaciones relevantes
Es autora y coautora de diversas publicaciones académicas y ensayos sobre transparencia, parlamento abierto, derechos humanos, participación ciudadana y partidos políticos. Entre sus publicaciones más relevantes se encuentran:  
- Nava Polina, María del Carmen (2021). «Parlamento abierto en México en el contexto de la pandemia».  En Karla Puente Martínez, ed. El Congreso mexicano y el parlamento abierto: transparencia, participación ciudadana, innovación, integridad y responsabilidad parlamentarias. México: Instituto Nacional de Transparencia, Acceso a la Información y Protección de Datos Personales (INAI).

- Nava Polina, María del Carmen (2021). «Prerrogativas, dirigencias y apertura de partidos políticos en México».  En Miguel Sánchez de Diego Fernández de la Riva; Manuel Salvador Martínez, ed. Fundamentos de la transparencia, aspectos políticos y perspectiva internacional. Centro de Estudios Políticos y Constitucionales. pp. 427-448. ISBN 978-84-259-1920-6. Parámetro desconocido |coordinador= ignorado (ayuda)

- Nava Polina, María del Carmen (2020). «El Constituyente de la Ciudad de México, el Congreso de la Ciudad de México y el parlamento abierto».  En Karla Puente Martínez; Marco A. Calcaneo Monts, ed. El Poder Legislativo en la Ciudad de México: De la Asamblea Legislativa del Distrito Federal al Congreso de la Ciudad de México. Instituto de Investigaciones Jurídicas, UNAM. pp. 40-67. ISBN 978-607-30-4386-1.

- Nava Polina, María del Carmen (2020). «La búsqueda de partidos políticos abiertos en la Ciudad de México».  En Laura Gómez Otegui, ed. La visión de las mujeres en la construcción social y política de México. Congreso de la Ciudad de México / InfoCDMX. pp. 196-207.

- Nava Polina, María del Carmen (2020). «Cinco elementos del Estado Abierto».  En Sistema Nacional de Transparencia, Acceso a la Información Pública y Protección de Datos Personales, ed. Un libro temático: Reflexiones desde los Organismos Garantes de Transparencia. Instituto Nacional de Transparencia, Acceso a la Información y Protección de Datos Personales (INAI). pp. 137-148.